# Sophronica albomaculosa
Sophronica albomaculosa är en skalbaggsart som beskrevs av Teocchi 1986. Sophronica albomaculosa ingår i släktet Sophronica och familjen långhorningar. Inga underarter finns listade i Catalogue of Life.